# ويلبر نورمان كريستيانسن
ويلبر نورمان كريستيانسن (بالإنجليزية: Wilbur Norman Christiansen)‏ هو عالم فلك أسترالي، ولد في 9 أغسطس 1913 في ملبورن في أستراليا، وتوفي في 26 أبريل 2007.